# El Trébol, Guanajuato
El Trébol är en ort i Mexiko.   Den ligger i kommunen León och delstaten Guanajuato, i den centrala delen av landet, 300 km nordväst om huvudstaden Mexico City. El Trébol ligger 1 816 meter över havet och antalet invånare är 144.
Terrängen runt El Trébol är platt åt sydväst, men åt nordost är den kuperad. Runt El Trébol är det mycket tätbefolkat, med 1 313 invånare per kvadratkilometer. Närmaste större samhälle är León de los Aldama, 11,0 km nordväst om El Trébol. Trakten runt El Trébol består till största delen av jordbruksmark.